# Die Sieger

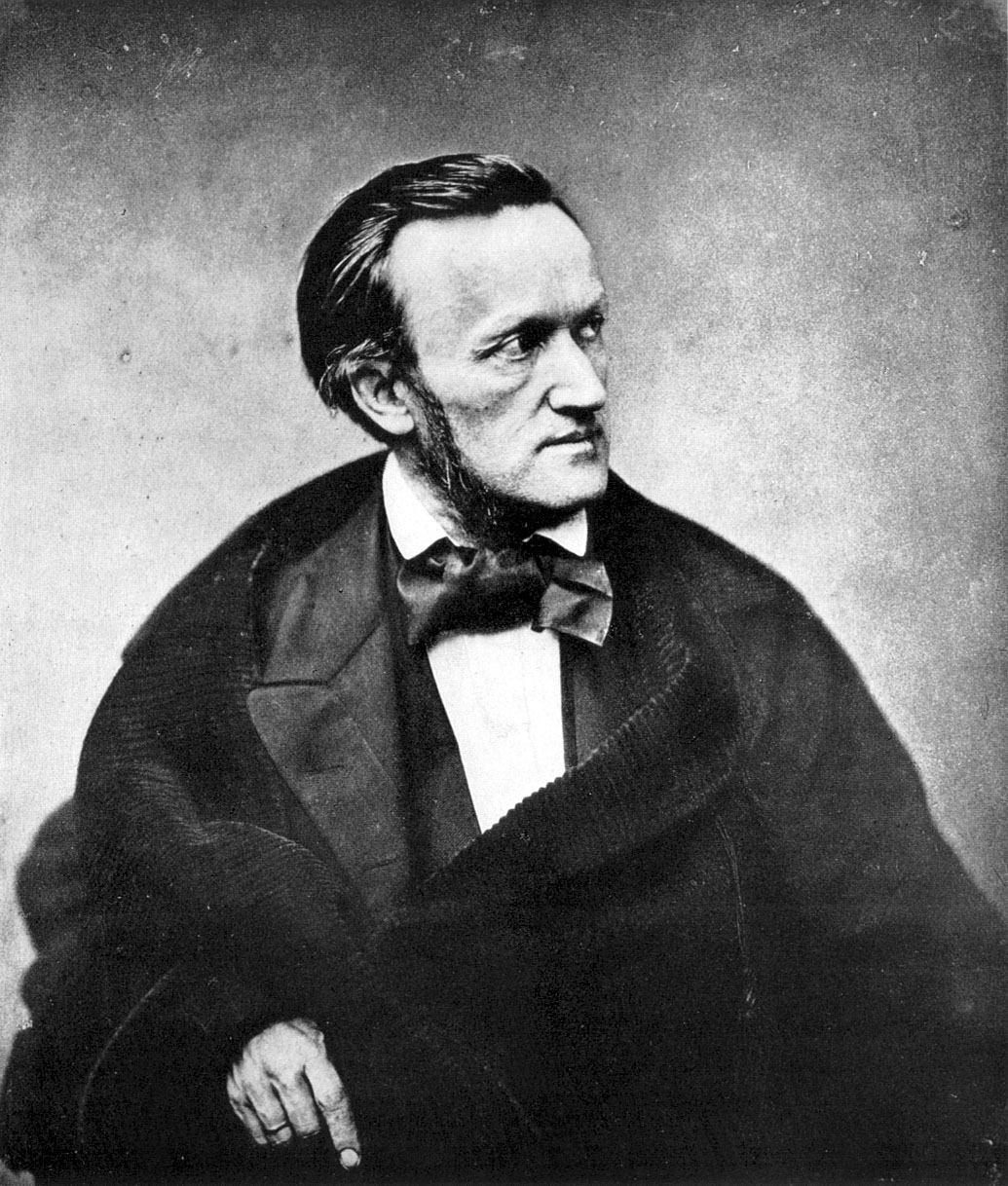
Richard Wagner 1861

Die Sieger, (Segrarna, WWV 89), är ett utkast till en operatext av Richard Wagner.
Die Sieger skrevs mellan 1856 och 1858, under en period då Wagner hade blivit mycket intresserad av buddhismen. Den fragmentariska prosaskiss som finns bevarad visar att den byggde på legender som Wagner upptäckte i Eugène Burnoufs Introduktion till buddhismens historia från 1844. Texten som Wagner hittade tillhör kategorin "avadana". Detta sanskritord syftar på heroiska och mirakulösa gärningar som Buddha utförde under sina olika inkarnationer. Berättelsen berättar om den utstötte chandala Prakritis kärlek till munken Ananda. Även om båda är utfrysta av de andra munkarna, tillåter Buddha deras kyska förening och tillåter Prakriti att gå med i klostergemenskapen. Från hösten 1854 hade Richard Wagner ägnat sig intensivt åt Arthur Schopenhauers huvudverk Världen som vilja och föreställning och samtidigt börjat intressera sig för buddhismen.
I ett brev till Marie Sayn-Wittgenstein 1857 refererar Wagner till flickan som "Savitri" och föreslår en struktur i tre akter. Han skrev vidare om projektet till Mathilde Wesendonck från Venedig 1858 och jämförde sig själv och Mathilde med Ananda och Savitri. Inga musikaliska skisser till detta verk finns. Även om Wagner planerade en uppsättning av Die Sieger 1870 i sitt program med förslag till kung Ludvig II av Bayern 1865, gick han aldrig vidare med den. Delar av berättelsen lever dock kvar i hans opera Parsifal.
Element ur Die Sieger användes av den brittiske kompositören Jonathan Harvey i hans egen opera Wagner Dream (2007).